# 野菊よ 僕は…
『野菊よ 僕は…』（のぎくよ ぼくは）は、村下孝蔵が1989年にリリースした9枚目のオリジナル・アルバム。

## 解説
シングル「ソネット」を収録。
1996年にCD選書として、再リリースされている。

## 収録曲
- 全作詞・作曲：村下孝蔵
- 全編曲：水谷公生（特記以外）／村下孝蔵（4）

1. 恋路海岸
2. 小指
3. 平凡
4. 禁じられた遊び
「ソネット」のカップリング曲。
5. ソネット
6. 幸せのメロディー
7. 野菊よ
8. 水無月十三夜
9. 読み人知らず
10. おやすみ